# Villa Bolívar (Chapare)
Villa Bolívar ist eine Ortschaft im Departamento Cochabamba im südamerikanischen Andenstaat Bolivien.

## Lage im Nahraum
Villa Bolívar ist eine Streusiedlung im südlichen TIPNIS-Kolonisationsgebiet im Municipio Villa Tunari in der Provinz Chapare. Die Ortschaft liegt auf einer Höhe von 233 m fünf Kilometer nordwestlich des Río Motamojo, der flussabwärts in den Río Chipiriri mündet.

## Geographie
Villa Bolívar liegt im bolivianischen Tiefland am Nordrand der Cordillera Oriental. Das Klima ist tropisch mit einem ausgeprägten Tageszeitenklima.
Die jährliche Durchschnittstemperatur im langjährigen Mittel liegt bei knapp 27 °C, die Monatstemperaturen liegen zwischen gut 23 °C im Juli und knapp 29 °C im Dezember und Januar (siehe Klimadiagramm Villa Tunari). Der Jahresniederschlag mit 2300 mm weist eine deutliche Regenzeit von Oktober bis April auf, mit Monatsniederschlägen zwischen 160 und 380 mm.

## Verkehrsnetz
Villa Bolívar liegt in einer Entfernung von 194 Straßenkilometern nordöstlich von Cochabamba, der Hauptstadt des Departamentos.
Durch das nahe gelegene Villa Tunari führt die 1657 Kilometer lange Nationalstraße Ruta 4, die das Land von Westen nach Osten durchquert. Sie führt von Tambo Quemado an der chilenischen Grenze über Cochabamba und Sacaba nach Villa Tunari und weiter über Santa Cruz nach Puerto Suárez an der brasilianischen Grenze. Zwei Kilometer östlich von Villa Tunari, zwischen den Brücken über den Río Espíritu Santo und den Río Chapare, zweigt von der Hauptstraße die Ruta 24 in nördlicher Richtung ab und erreicht über Chipiriri nach neunzehn Kilometern Santa Rosa. Gut einen Kilometer jenseits von Santa Rosa zweigt in einer weiten Linkskurve eine unbefestigte Landstraße nach halbrechts in nördlicher Richtung von der Ruta 24 ab und erreicht über die Ortschaft San José nach weiteren elf Kilometern Villa Bolívar. 

## Bevölkerung
Die Einwohnerzahl der Ortschaft ist im Jahrzehnt zwischen den beiden letzten Volkszählungen um etwa die Hälfte angestiegen:
| Jahr | Einwohner         | Quelle       |
| ---- | ----------------- | ------------ |
| 1992 | keine Detaildaten | Volkszählung |
| 2001 | 359               | Volkszählung |
| 2012 | 532               | Volkszählung |
| 2024 |                   | Volkszählung |

Die Region weist einen deutlichen Anteil an Quechua-Bevölkerung auf, im Municipio Villa Tunari sprechen 83,5 Prozent der Bevölkerung Quechua.